# Giovanni de Vergottini
Giovanni de Vergottini (Parenzo, 14 agosto 1900 – Bologna, 1973) è stato uno storico italiano.

## Biografia
Nato a Parenzo il 14 agosto 1900, studiò al Liceo Ginnasio Dante di Trieste dove ottenne la maturità a pieni voti il 28 giugno 1918. 
Dimostrò una particolare passione per gli studi storici, che sviluppò utilizzando la ricca disponibilità della biblioteca di famiglia. Unì questa vocazione con la bisecolare tradizione della famiglia nel settore della formazione giuridica. Terminò i suoi studi liceali sul finire del primo conflitto mondiale e col passaggio dei territori istriani all’Italia. Cambiando il programma originale che lo voleva a Graz, decise di iscriversi alla Facoltà di giurisprudenza di Roma (1918-1919), dove terminò gli studi con una tesi diretta dallo storico del diritto Francesco Brandileone sulla Costituzione politica dell’Istria nel medioevo. Si laureò con lode il 14 luglio 1923. 
Nel periodo universitario aderì al movimento nazionalista e all’impresa fiumana di D’Annunzio. Si arruolò il 21 settembre 1919 e congedò il 15 settembre 1920. Un documento del Comando Battaglione Volontari della Venezia Giulia, comandato da Ercole Miani, attesta “ininterrotto servizio militare dal 13 settembre 1919 al 13 aprile 1920 quale volontario nella Compagnia Mitraglieri “Egidio Grego” – Rilasciato a Fiume il 13 aprile 1920.
Era iscritto al PNF, ma non risulta un suo particolare impegno nel partito. Con l’inizio del secondo conflitto mondiale tentò per due volte di andare volontario come ufficiale di complemento. Il Ministero della Marina rigettò la sua domanda il 7 marzo 1941 e quello dell’Aeronautica fece lo stesso il 19 agosto 1943. 
Insegnò Storia del diritto italiano a Sassari come professore incaricato con nomina del 1º febbraio 1924. Conseguì quindi la libera docenza (16 novembre 1926). In seguito, ricoprì la cattedra a Cagliari (dal 29 dicembre 1926), Siena (dal 20 giugno 1927), Modena (dal 18 dicembre 1934), Pisa (dal 1º ottobre 1935) e infine Bologna (dal 18 gennaio 1949). Fu per tre mandati preside della facoltà di giurisprudenza bolognese (dall’anno accademico 1950-51 al 1960-61). Morì a Bologna il 27 agosto 1973. 
I suoi numerosi studi riguardarono argomenti legati alla storia delle istituzioni in Istria e Friuli, ai rapporti fra impero e papato, alla legislazione di Federico II, all’Università di Bologna, alle innovazioni introdotte in Italia nel periodo rivoluzionario francese. Scrisse un corso di lezioni che abbracciava in generale l’intero campo della storia del diritto pubblico italiano.
Fu membro della Accademia dei Lincei, dell’Accademia delle scienze di Bologna, e di numerose altre, ricevendo inoltre la Medaglia d’oro dei benemeriti della scuola, della cultura e dell’arte (1958). Fu in seguito Presidente onorario della Società istriana di archeologia e storia patria (1970) e Presidente della Deputazione di storia patria per le province di Romagna (1952).

### Il periodo delle foibe
Giovanni de Vergottini visse in prima persona la tragedia delle foibe: sia suo fratello Antonio, ex podestà di Parenzo, sia suo cugino Nicolò furono infatti uccisi nel 1943. Mentre sull'uccisione di Nicolò e il riconoscimento della sua salma non ci furono mai dubbi, Antonio non fu mai ritrovato.
Giovanni si era recato in Istria quando si accentuarono le preoccupazioni in seguito al dissolversi dell’amministrazione militare e civile italiana in Venezia Giulia dopo l’8 settembre. Si presume che non abbia ricevuto nessuna informazione diretta fino a una lettera del 15 ottobre da parte della madre Rosa e del 16 ottobre da parte della cognata Paola, in cui esprimono le loro preoccupazioni dopo il sequestro. Un’ulteriore lettera di Paola è datata 23 ottobre, quindi scritta quando Giovanni non era ancora sul posto. Ma il 24 era sul luogo e si recava ad Albona, dove era stata scoperta la foiba in cui si presumeva fosse Antonio. Il 25 Giovanni scrisse alla moglie Luisa del presunto ritrovamento di Antonio e Nicolò.
In un primo tempo si era creduto che Antonio fosse fra gli assassinati della Foiba di Vines, la stessa in cui fu ritrovato il cugino Nicolò. Infatti, sarebbe stato riconosciuto da persona a lui nota e in tal senso, quando Giovanni si recò sul posto il 24 ottobre, firmò il verbale di riconoscimento. Tuttavia, in un secondo tempo la moglie di Antonio, Paola, ebbe dei dubbi ed escluse che il corpo identificato fosse quello del marito. 
Sembrerebbe che Antonio la sera del 3 ottobre sia finito sulla corriera diretta verso il Monte Maggiore e che fu poi trovata abbandonata e incendiata per far perdere le tracce del suo carico. È quindi probabile che sia finito a Semich e ucciso il 4 ottobre. I dati relativi alla corriera sono riportati in una lettera che Giovanni ha conservato, inviata da un certo Egidio Fonda di Capodistria al congiunto di altra vittima il 18 novembre 1943.

## Opere
- Lineamenti storici della costituzione politica dell'Istria durante il medioevo, Roma 1924-25.
- Origini e sviluppo storico della comitatinanza, Siena 1929.
- Il "popolo" nella costituzione del comune di Modena sino alla metà del sec. XIII, Siena 1931.
- Ricerche sulle origini del vicariato apostolico, Milano 1939.
- Arti e popolo nella prima metà del sec. XIII, Milano 1943.
- Lezioni di storia del diritto italiano. Il diritto pubblico italiano nei secoli XII-XV, Bologna 1950-51 3ª ed. Milano 1959-60.
- Studi sulla legislazione di Federico II in Italia. Le leggi del 1220, Milano 1952.
- La fine del dominio napoleonico in Istria, AMSI, XXVIII, 1926, ora in Scritti di storia del diritto italiano, III, Milano, 1977.